# Pater (film)
Pater je francouzský hraný film z roku 2011, který režíroval Alain Cavalier. Snímek měl světovou premiéru na filmovém festivalu v Cannes dne 17. května 2011.

## Děj
Prezidenta republiky a pověřuje premiéra, někdejšího ředitele společnosti, aby přijal zákon o maximální mzdě na celostátní úrovni, jak ji praktikuje ve své vlastní firmě. Projekt ovšem narazí na silnou opozici a oba muži nedokážou získat pro návrh většinu poslanců. Premiér, který měl pocit, že ho prezident dostatečně nepodporoval, se poté rozhodne kandidovat v prezidentských volbách proti němu. Film je zároveň filmem o natáčeném filmu, přičemž některé scény jsou nejednoznačné (není zřejmé, zda jde o dialog prezidenta s ministrem, nebo mezi režisérem a hercem).

## Obsazení
| Alain Cavalier | režisér, prezident |
| Vincent Lindon | herec, premiér     |
| Bernard Bureau | ministr            |

## Ocenění
- César: nominace v kategoriích nejlepší film a nejlepší režie (Alain Cavalier)